# Chronopia
Chronopia, häufig auch mit Chr. abgekürzt, ist ein Fantasy Tabletop-Spiel des amerikanischen Verlegers Excelsior Entertainment. Entwickelt und zuerst veröffentlicht wurde das Spiel von Target Games SE im Jahr 1997. Das Spiel basiert auf dem Spielsystem des Tabletop Spiels Warzone vom selben Entwickler.
Chronopia stellt einen zum Entwicklungszeitpunkt völlig neuartigen Hintergrund zur Verfügung, der sich beachtlich von damals gängigen Fantasywelten unterscheidet. Die Welt von Chronopia ist nicht schwarz und weiß, sprich zwischen Gut und Böse aufgeteilt. Jede Gruppierung wird als gleichwertig und in sich schlüssig präsentiert, mit eigenen legitimierten Interessen, die nicht im reinen Gegensatz zu einem Kernvolk stehen. So gibt es die bekannten Rassen der Menschen, Elfen, Zwerge, Orks und Goblins, die düsterer dargestellt werden als allgemein üblich. Ergänzt werden diese durch die Sumpfgoblins und die schlangenartigen Stygianer. Wenn es etwas Böses in dieser Welt gibt, dann sind es die Lakaien, eine Macht aus Dämonen, Untoten und Kämpfern fast aller Völker und Rassen, die dem Finsteren Fürsten folgen, und trotzdem kann man ihre Interessen nachvollziehen, welche zumeist aus Angst und Hass geboren werden. Bei Chronopia kämpfen alle Gruppierungen gegeneinander. Bündnisse gibt es eher selten und meist nur temporär. Alle kämpfen somit um ihre Existenz und um die Vorherrschaft auf Chronopia.
Die dargestellten Kulturen und Techniken zeigen Anlehnungen an mittelalterliche oder antike Vorbilder. Zusätzlich sind genretypische Elemente wie Magie und Naturbeherrschung integriert.
Chronopia liegt von der Spielgröße zwischen den beiden bekannten Tabletop-Spielen Confrontation und Warhammer Fantasy. Es ist ein Skirmisher- System mit Schwerpunkt auf Armeeeinheiten und weniger auf Einzelfiguren. Inzwischen liegt die zweite, überarbeitete Edition des Spieles, Chronopia: War in the Eternal Realm, vor. Das Spielsysten bezieht Geländemerkmale in hohem Maße mit ein. Dies zeichnet sowohl Chronopia als auch Warzone aus.
Im Jahr 2022 war eine Kickstarter-Kampagne des Uhrwerk Verlags zur Wiederauflage des Spiels erfolgreich.

## Gruppierungen bei Chronopia
Bei diesem Spiel stehen die folgenden Gruppierungen zur Verfügung, für die es jeweils eine sogenannte Armeeliste – eine Aufstellung der zur Wahl stehenden Einheiten – gibt.
- Elfen – Bestimmt durch die vier großen Häuser: Kristall-Lotus, Helios, Schwarze Schlange und Jade. Gute Händler und hart im Nehmen und Austeilen. Sind wegen ihrer vielen Panzerplatten und wuchtigen Waffen düsterer dargestellt als üblich.
- Erstgeborenen – Menschen, die technisch und kulturell dem Mittelalter nahekommen. Ihre Zauberer (Chronomanten) können die Zeit manipulieren und somit Einfluss auf die Entwicklung eines Kampfes nehmen.
- Lakaien – Geboren aus dem Bruderkrieg der Erstgeborenen, ist ihr Ursprung weitaus älter und sie wurden und werden geleitet durch einen Gott, der die Macht in Chronopia an sich reißen will.
- Schwarzblüter – Ein arabisch angehauchtes Imperium unter der Führung der Ogerkaiser aus den Rassen Oger, Orks, Goblins und Trolle. Wohl die ungewöhnlichste Darstellung dieser Rassen im Fantasygenre.
- Söhne des Kronos – Barbarische Menschen, die sich in drei Stämmen sammeln, welcher jeder seinem eigenen Weg im Norden Chronopias folgt.
- Stygianer – Mystisches schlangenartiges Volk aus der Vergangenheit, das durch die Machenschaften des Königs der Erstgeborenen wiedererweckt wurde und nun mit aller Macht und großer Zahl um ihre einst verlorene Vorherrschaft von Chronopia kämpft.
- Sumpfgoblins – Goblins aus dem Verlorenen Land, die nicht der Herrschaft des Ogerkaisers unterworfen sind. Ihre Naturverbundenheit mit ihrem Land zeigt sich in vielen Aspekten, wie Waffen und Rüstungen aus Chitin, Reittiere wie Spinnen und Insekten usw.
- Zwerge – Die in viele Clans, von denen fünf die mächtigsten darstellen, zersplitterten Zwerge leben mit ihren verfluchten Göttern in riesigen unterirdisch angelegten Ringfesten.